# Montsaugeon
Montsaugeon is een plaats en voormalige gemeente in het Franse departement Haute-Marne in de regio Grand Est. De plaats maakt deel uit van het arrondissement Langres.

## Geschiedenis
De heuvel in het centrum van Montsaugeon is al sinds de late oudheid bewoond. Al in de 10e eeuw stond er op de heuvel een burcht. Deze bezat een donjon en een kapel gewijd aan Maria (Notre-Dame-de-la-Tour). Deze heuvel vormde een goed verdedigbare site. In de middeleeuwen werd de plaats volledig ommuurd. Montsaugeon telde drie verschillende omwallingen met daarin zeven, later vijf, stadspoorten. De plaats en zijn kasteel lagen op de grens tussen Champagne en Bourgondië en werden meermaals belegerd en ingenomen tijdens de Honderdjarige Oorlog en tijdens de Hugenotenoorlogen. In 1595 werd het kasteel ontmanteld op bevel van de Franse koning. De stenen van het kasteel werden als bouwmateriaal gebruikt door de dorpelingen.
Het dorp kende rijkdom als marktplaats en was ook een administratief en gerechtelijk centrum van waaruit 25 dorpen werden bestuurd.
De gemeente was onderdeel van het kanton Langres totdat dit op 22 maart 2015 werd opgeheven en de gemeente werden opgenomen in het op die dag opgerichte kanton Villegusien-le-Lac. Op 1 januari 2016 fuseerden de gemeenten Montsaugeon, Prauthoy en Vaux-sous-Aubigny tot de commune nouvelle Le Montsaugeonnais.

## Geografie
De oppervlakte van Montsaugeon bedraagt 6,4 km², de bevolkingsdichtheid is dus 10,3 inwoners per km².
Het dorpscentrum ligt op een 338 meter hoge getuigenheuvel, die ongeveer 60 meter uitsteekt boven de omliggende vlakte.
De onderstaande kaart toont de ligging van Montsaugeon met de belangrijkste infrastructuur en aangrenzende gemeenten.

## Demografie
Onderstaande figuur toont het verloop van het inwonertal (bron: INSEE-tellingen).

## Bezienswaardigheden
Het kasteel is enkel als ruïne bewaard gebleven. Een overblijfsel van de stadsomwalling is de stadspoort Porterie uit de late 15e eeuw. De kerk Nativité de la Vièrge gaat terug tot de 13e eeuw maar werd voor een groot deel heropgebouwd na het beleg van Montsaugeon (1494). De markthal dateert uit 1761 en verving een eerdere hal uit 1625.